# جاسر عموري
جاسر إبراهيم أحمد عمّوري (25 أكتوبر 1935 – ) شاعر فلسطيني أردني، ولد في مدينة طولكرم ونشأ ودرس بها. كان والده من شخصيات ثورة فلسطين 1936. حصل على شهادة الدبلوم المتوسط سنة 1955 بدار المعلمين في عمّان ثم سافر إلى العراق لاستكمال دراسته العليا، والتحق بجامعة البصرة. حصل منها على عدة شهادات في الهندسة المدنية وتخطيط المدن وإدارة المشاريع. عمل معلمًا في وطنه للمرحلة الثانوية منذ 1956 حتى 1965. عمل مهندساً في الكويت والعراق واليمن. له دواوين شعرية عديدة ومؤلفات في موضوعات أخرى.

## سيرته
ولد جاسر إبراهيم أحمد عمّوري بتاريخ 25 أكتوبر 1935 الموافق 28 رجب 1354 في مدينة طولكرم في فلسطين الانتدابية ونشأ بها. تلقى تعليمه الابتدائي والإعدادي والثانوي في مدراس مدينته طولكرم، وأنهى الثانوية العامة في المدرسة الفاضلية الثانوية بالمدينة عام 1953، ثم التحق بدار المعلمين في عمّان فحصل على شهادة الدبلوم المتوسط عام 1955. انتمى إلى حزب البعث العربي الاشتراكي عام 1953، ثم سافر إلى العراق لاستكمال دراسته العليا، والتحق بجامعة البصرة. حصل منها على عدة شهادات، البكالوريوس في الهندسة المدنية عام 1969، والدبلوم العالي في تخطيط المدن عام 1987، والماجستير في إدارة المشاريع عام 1989. حصل على شهادة الدكتوراه في الهندسة المدنية من ماكجرو هيل التعليم عام 2011.
بعد تخرجه من دار المعلمين، عمل معلمًا في طولكرم للمرحلة الثانوية في المدرسة الفاضلية منذ عام 1956 حتى عام 1965، ومدرسًا في كلية خضوري بالمدينة، وكان أثناءها يعمل مديرًا لبلدية طولكرم لفترة من الزمن، ثم اتجه إلى مجال الهندسة المدنية وإدارة المشاريع وعمل مهندسًا في الكويت، في القطاعين العام والخاص، مشرفًا ومقاولًا، حتى تركها صيف عام 1978. وخلال عمله في الكويت عيّن رئيسًا لفرع الاتحاد العام للمهندسين الفلسطينيين فيها، وهو الموقع ذاته الذي شغله أيضًا أثناء عمله في العراق، حين اختاره المهندسون الفلسطينيون رئيسًا لفرع اتحادهم في العراق.
عاد إلى العراق فعمل في تخصصه الهندسي حتى عام 1991 مقاولًا ومديرًا عامًا لمؤسسة الباسل للمقاولات الهندسية والتجارة الدولية، وأشرف على إنشاء فندق نوفتيل في بغداد. عاد إلى الأردن عام 1991 وعمل مديرًا استشاريًا للمشاريع فيها عام 2008. كما أشرف على إنشاء عدد من المشاريع الهندسية في اليمن حتى تقاعده عام 2010.
هو عضو في اتحاد الكتاب الأردنيين، وعضو منتخب في دارة المشرق للفكر والثقافة، ونقابة المهندسين الأردنيين، وغيرها.

## حياته الشخصية
والده هو إبراهيم عموري أحد أبرز شخصيات ثورة فلسطين 1936، وشقيقه الأصغر هو "محمد جهاد" العموري من شخصيات حركة فتح.

## جوائزه وتكريمه
- 1955: المرتبة الأولى في جائزة القصة القصيرة الأردنية،[8][9] عن قصته «هكذا عجلة الحياة».[3]
- 1955: جائزة الأجهزة العلمية من دار المعلمين في طولكرم.[8]
- حصل على كأس رئيس الوزراء الأردني العلمي.[9]
- 2011: وسام التميُّز العالي للشعر من مركز إبداع الثقافي للمتميزين في مصر عن مجمل إنتاجه الشعري.[3]
- 26 مارس 2016: كرمه بيت الشعر العربي في مقر رابطة الكتاب الأردنيين.[10][11]

## مؤلفاته
من دواوينه الشعرية:
- أجنحة الريح، 2004.[12]

- صرخة وطن، 2006.[13]
- حبّ من نار، 2006.[14]
- الحب والوطن، 2010.[15]
- الوفائيات وزهرة الفستق، 2010.[16]
- عبرات مع الحب، 2012.[17][18]
- أريج الشعر، 2017.[19]

من كتبه في الموضوعات الأخرى:
- خلاصة الهندسة، 1957.[8]
- كتاب الجبر، 1958.[8]
- كتاب الجبر الثانوي، 1959.[8]
- دوسيه الجبر المتقدم، 1960.[8]
- أوراق من الذاكرة، سيرة ذاتية، 2011.[20][21][22]

## وصلات خارجية
- جاسر عموري على موقع أرشيف الشارخ.
- على يوتيوب: لقاء مع جاسر عموري على قناة الفجر، 2021.
- جاسر عموري على موقع كتب جوجل (الإنجليزية)